# Mingo Junction (Ohio)
Mingo Junction es una villa ubicada en el condado de Jefferson en el estado estadounidense de Ohio. En el Censo de 2010 tenía una población de 3454 habitantes y una densidad poblacional de 466,13 personas por km².

## Geografía
Mingo Junction se encuentra ubicada en las coordenadas 40°19′31″N 80°37′10″O / 40.32528, -80.61944. Según la Oficina del Censo de los Estados Unidos, Mingo Junction tiene una superficie total de 7.41 km², de la cual 6.97 km² corresponden a tierra firme y (5.98%) 0.44 km² es agua.

## Demografía
Según el censo de 2010, había 3454 personas residiendo en Mingo Junction. La densidad de población era de 466,13 hab./km². De los 3454 habitantes, Mingo Junction estaba compuesto por el 94.53% blancos, el 3.56% eran afroamericanos, el 0.29% eran amerindios, el 0.06% eran asiáticos, el 0% eran isleños del Pacífico, el 0.12% eran de otras razas y el 1.45% pertenecían a dos o más razas. Del total de la población el 0.81% eran hispanos o latinos de cualquier raza.